# Lamerem
Lamerem is een bestuurslaag in het regentschap Simeulue van de provincie Atjeh, Indonesië. Lamerem telt 474 inwoners (volkstelling 2010).